# Satyrium yunnanense
Satyrium yunnanense är en orkidéart som beskrevs av Robert Allen Rolfe. Satyrium yunnanense ingår i släktet Satyrium och familjen orkidéer. Inga underarter finns listade i Catalogue of Life.